# Садиба пана Даховського
Сади́ба па́на Дахо́вського — ландшафтний заказник місцевого значення в Україні. Розташований на території Монастирищенського району Черкаської області, село Леськове.
Площа — 88,8 га, статус отриманий у 2006 році. Перебуває у віданні: Леськівська сільська рада.